# Margaretha van Denemarken (1895-1992)

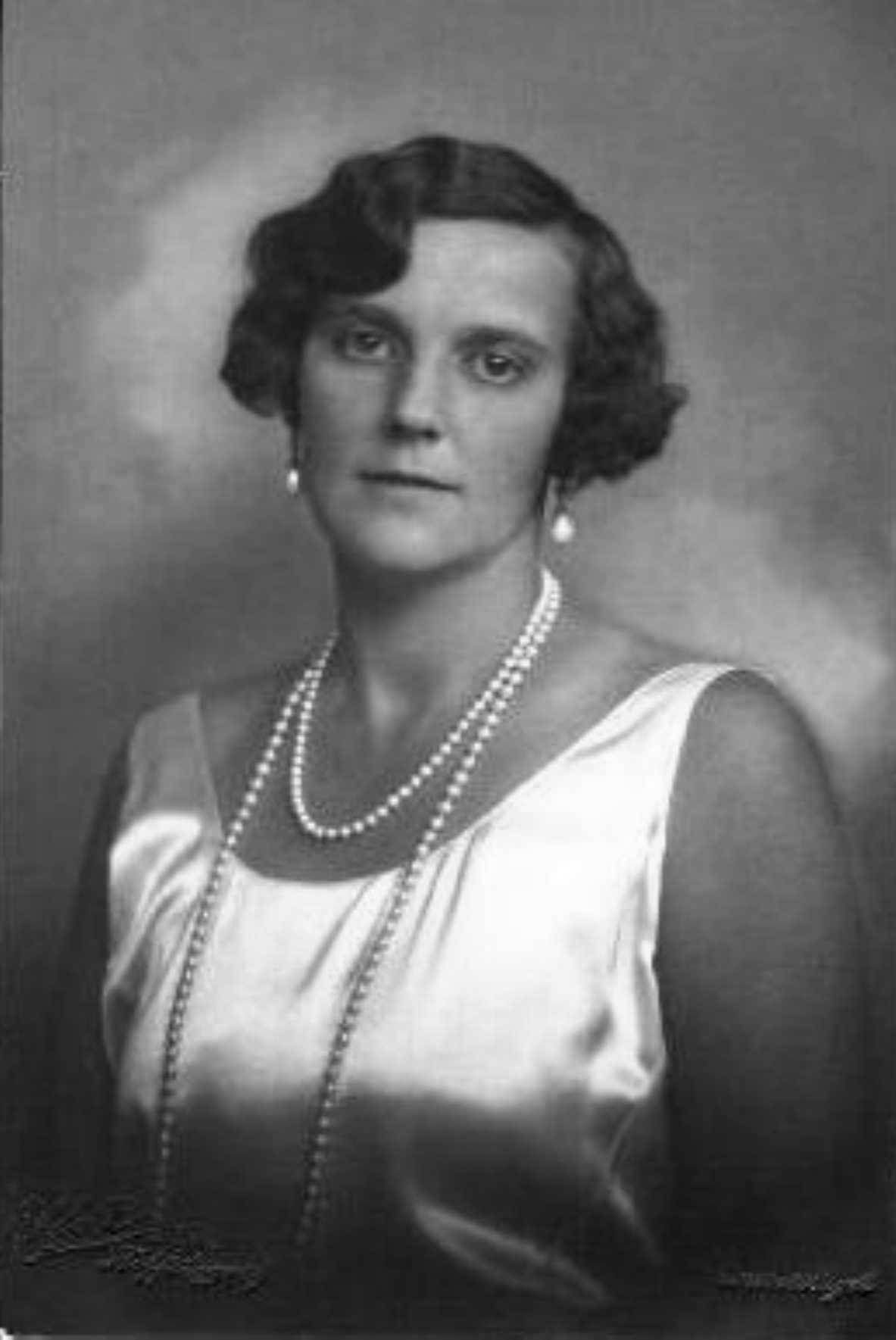
Prinses Margaretha van Denemarken

Margaretha van Denemarken (Gentofte, 17 september 1895 - Kopenhagen, 18 september 1992) was een Deense prinses.
Zij was het jongste kind, en de enige dochter van prins Waldemar van Denemarken en diens vrouw Marie van Bourbon-Orléans.
Zelf trouwde ze - op 9 juni 1921 - met René van Bourbon-Parma, een van de vierentwintig kinderen van hertog Robert I van Parma en diens tweede vrouw Maria Antonia van Bragança. Hij was een broer van de laatste keizerin van Oostenrijk, Zita en  van Felix, de echtgenoot van groothertogin Charlotte van Luxemburg.
Het paar kreeg de volgende kinderen:
- Jacques van Bourbon-Parma (1922–1964)
- Anne van Bourbon-Parma (1923–2016), later getrouwd met de Roemeense koning Michaël I van Roemenië
- Michael van Bourbon-Parma (1926–2018)
- André van Bourbon-Parma (1928–2011)